# Undertale
Undertale е 2D ролева видео игра, създадена от инди-разработчика Тоби Фокс. Играчът контролира дете, което е паднало в Подземния свят: голямо, невиждано от човека под повърхността на Земята място, разделено от магическа бариера. Играчът среща различни чудовища по време на пътуването обратно към повърхността. Някои чудовища може да влязат в битка, други – не. Бойната система включва играчът движейки се през атаки с мини куршуми от противника. Те могат да изберат да успокоят чудовищата, за да ги пощадят, вместо да ги убиват. Тези избори засягат играта, като диалогът, героите и историята се променят в зависимост от резултатите.
Извън някои от моделите за играта, Тоби Фокс разработил цялата игра сам, включително сценария и музиката. Играта е вдъхновена от няколко източника, включително ролевите поредици Brandish, Mario &amp; Luigi и Mother, Touhou Project, ролевата игра Moon: Remix RPG Adventure и британското комедийно шоу Mr. Bean . Първоначално Undertale е трябвало да продължи два часа и да бъде пуснат в средата на 2014 г. Развитието обаче било удължено през следващите три години.
Играта била пусната за Microsoft Windows и OS X през септември 2015 г. Също така била пренесена на Linux през юли 2016 г., PlayStation 4 и PlayStation Vita през август 2017 г., Nintendo Switch през септември 2018 г. и Xbox One през март 2021 г. Играта била аплодирана със своя тематичен материал, бойна система, музикална партитура, оригиналност, история, диалог и герои. Играта е продадена в над един милион копия и бива номинирана за множество признания и награди. Мнозина посочиха Undertale като игра на годината. Две глави от свързаната игра Deltarune бяха пуснати през 2018 и 2021 г.
Undertale е ролева игра, която позволява на играча да гледа събитията от горе. В играта играчите контролират дете и изпълняват задачи, за да продължи историята. Играчите изследват подземния свят, пълен с градове и пещери, и трябва да решават множество загадки по време на пътуването си. Подземният свят е домът на чудовища, много от които предизвикват играчите в битка; играчът решава дали да убие, да избяга или да се сприятели с тях.  Изборите, направени от играча, влияят радикално на сюжета и общото развитие на играта, като моралът на играча действа като домино ефект за развитието на играта.
Когато играчите срещнат врагове или в задължителни условия, или случайни срещи, те влизат в режим на битка. По време на битки играчите контролират малко сърце, което представлява тяхното тяло, и трябва да избягват атаки, отприщени от противниковото чудовище. С напредването на играта се въвеждат нови елементи, като цветни препятствия и битки с главни герои, които променят начина, по който играчите контролират сърцето. Играчите могат да изберат да атакуват врага. Убиването на врагове ще накара играча да спечели опит (от своя страна увеличава тяхната ЛЮБОВ (LOVE)) и злато (GOLD). Те могат да използват опцията ДЕЙСТВИЕ (ACT), за да проверят атаката и защитата на врага, както и да извършват различни други действия, които варират в зависимост от врага. Ако играчът използва правилните действия, за да отговори на врага, или го атакува, докато имат малко останала защита (но все още живи), той може да избере да ги пощади и да прекрати битката, без да ги убива. За да завършат някои сблъсъци с главни герои по мирен начин, играчът трябва да оцелее, докато героят, пред който е изправен, завърши своя диалог. Играта включва множество разклонения и завършвания в зависимост от това дали играчите избират да убият или пощадят враговете си; и като такъв е възможно да изчистите играта, без да убивате нито един враг.
Чудовищата говорят с играча по време на битката и играта казва на играчите какви са чувствата и действията на чудовището. Вражеските атаки се променят в зависимост от начина, по който играчите взаимодействат с тях: ако играчите изберат ненасилствени опции, вражеските атаки са лесни и обратното, ако играчите изберат варианти с насилие. Играта разчита на редица нереалистични елементи както в своя геймплей, така и в историята.  Когато играчите участват в битка с главни герои при повторна игра, диалогът ще бъде променен в зависимост от действията в предишните преходи.

## История
Действието на Undertale се развива в Подземното царство, мястото, където чудовищата са били прогонени след войната с хората. Подземието е запечатано от повърхността с магическа бариера с единствена пролука при планината Ебот. Човешко дете попада в подземието и се натъква на Флауи (Flowey), живо цвете, което учи играча на механиката на играта и го насърчава да повиши своята „ЛЮБОВ“, като убива чудовища. Когато Флауи се опитва да убие човека и да вземе сърцето му, човекът е спасен от Ториел, чудовище, подобно на майчина коза, което учи човека да решава загадки и да оцелява в конфликта в Подземието, без да умира. Тя възнамерява да осинови човека, искайки да го защити от Асгор Дримър, кралят на подземието.
Човекът в крайна сметка напуска Ториел, за да търси замъка на Асгор, който съдържа бариерата за повърхностния свят. Те се сблъскват с няколко чудовища, като скелетите Санс (Sans) и Папирус (Papyrus), двама братя, които действат като стражи на гората Сноудин (Snowdin); Ъндайн (Undyne), началникът на кралската гвардия; Алфис (Alphys), кралският учен; и Метатон (Mettaton), роботизиран телевизионен водещ, създаден от Алфис. Повечето от тях се бият, като човекът избира дали да ги убие или да пощади и дори да се сприятели с чудовищата. По време на пътуванията си човекът научава причината за войната между хората и чудовищата. Азриел, синът на Асгор и Ториел, се сприятелява с първото дете, което падна в Подземието и то било осиновено от Асгор и Ториeл. Един ден детето починало, след като изяло отровни цветя. Когато Азриел върнал тялото му на хората, те го нападнали и го ранили смъртоносно, карайки Асгор да обяви война. Сега Асгор се стреми да преодолее бариерата, което изисква от него да събере седем човешки души, а той има шест.
Краят на играта зависи от това как играчът се държи с чудовищата.  Ако играчът в първата си игра е убил (или е убил някои, но не всички чудовища), играчът получава „неутрален" (NEUTRAL) край. Човекът пристига в замъка на Асгор и научава, че душата на чудовището също е необходима, за да премине бариерата, принуждавайки ги да се бият с Асгор. Санс спира човека преди тяхната конфронтация, разкривайки, че „ЛЮБОВ“ на човека е съкращение за „ниво на насилие“ (Level Of ViolencE - LOVE). Санс преценява човека въз основа на натрупаната им „ЛЮБОВ“. Човекът се бие с Асгор, но Флауи прекъсва, убивайки Асгор и крадейки човешкитe сърца. С помощта на бунтуващите сърца, човекът побеждава Флауи. След това човешкото дете изпада в безсъзнание и се събужда от човешката страна на бариерата; получава телефонно обаждане от Санс, в което подробно описва състоянието на царството след заминаването на човека. Епилогът на този край съдържа различни телефонни обаждания в зависимост от това кои чудовища са били убити и кои са пощадени.
Ако играчът не убие чудовища, на него му се дава възможност да презареди SAVE FILE-а си, за да направи така наречения „пацифистки“ (PACIFIST) край.   Разкрива се, че Флауи е прераждане на Азриел, създадено от експериментите на Алфис. Ториел се намесва преди битката с Асгор и към нея се присъединяват останалите чудовища, с които човекът се сприятелява. Флауи прави засада на групата, вземайки отново всички човешки сърца и сърцата на всички чудовища, за да приеме формата на Азриел Дриймър, за да се бие с човека. Човекът се свързва с приятелите си по време на битката. Така той побеждава. Азриел се връща в детската си форма, разрушава бариерата и си тръгва. Човекът изпада в безсъзнание и се събужда, за да види приятелите си около него, със знанието за името на човека: Фриск. Чудовищата се реинтегрират с хората на повърхността, докато Фриск има възможността да приеме Ториел като тяхна осиновителна майка.
Третият край настъпва ако играчът убие всички чудовища, известни като края „Без милост“ (NO MERCY) или „Геноцид" (GENOCIDE).  Когато Фриск достига замъка на Асгор, Санс се опитва да спре Фриск, но бива победен от тях. Флауи убива Асгор в опит да получи милост, но след това е убит от Фриск. Кара (Chara), първото паднало дете, чието тяло Азриел се опитал да се върне, се появява и унищожава вселената. За да позволи по-нататъшни повторения на играта, Фриск трябва да даде душата си на Кара, за да възстанови вселената, което ще промени завинаги всичко следващо.